# Miloš Zeman
Pour les articles homonymes, voir Zeman.
Miloš Zeman, né le 28 septembre 1944 à Kolín (alors dans le protectorat de Bohême-Moravie), est un homme d'État tchèque, président du gouvernement de 1998 à 2002 et président de la République de 2013 à 2023.
Économiste de formation, il adhère au Parti communiste tchécoslovaque lors du printemps de Prague, en 1968, mais le quitte deux ans plus tard en raison de la « normalisation ». Partisan du « socialisme à visage humain », il est dès lors en conflit avec le pouvoir en place, ce qui lui vaut d'être surveillé et sanctionné par la police politique communiste.
Après avoir pris part à la « révolution de Velours » en 1989, il est élu en 1993 à la présidence du Parti social-démocrate tchèque (ČSSD), dont il fait une force politique incontournable. Il est élu président de la Chambre des députés en 1996 et devient président du gouvernement en 1998, conduisant un cabinet minoritaire soutenu par la première formation de l'opposition. Il ne se représente pas en 2002.
Après un échec en 2003 et une traversée du désert, il se présente à l'élection présidentielle de 2013 sous les couleurs de sa propre formation, le Parti des droits civiques : il devient le troisième président de la République tchèque et le premier chef de l'État élu au suffrage universel direct. À l’issue de l'élection présidentielle de 2018, il est élu pour un second mandat.
Pendant sa présidence, considérée comme clivante, il exerce un rôle important sur la scène politique. D'obédience sociale-démocrate, il est souvent qualifié de populiste, s'oppose à l'immigration en provenance de pays musulmans et adopte des positions jugées pro-russes (jusqu’à l’invasion de l’Ukraine en 2022), pro-chinoises et pro-israéliennes.

## Situation personnelle

### Origines et enfance
Miloš Zeman naît le 28 septembre 1944 à Kolín, en protectorat de Bohême-Moravie, près de Prague.
Ses parents divorcent quand il a deux ans. Il est élevé par sa mère, qui est professeur.

### Vie privée et familiale
|  |

De 1971 à 1978, Miloš Zeman est marié à Blanka Zemanová. Ils ont ensemble un fils, David (cs) (né en 1971), devenu neurologue et biochimiste.
Divorcé, il se remarie en 1993 avec sa collaboratrice Ivana Bednarčíková. Leur fille, Kateřina (cs) (née en 1994), est très visible médiatiquement à partir de la campagne présidentielle de 2013.
Interrogé sur ses croyances religieuses, il se déclare athée « tolérant »,.

## Débuts et ascension en politique

### Sous le régime communiste
Admis à l'École supérieure d'économie de Prague en 1965, Miloš Zeman suit les cours à distance deux années durant, puis rejoint l'université en 1967.
Il adhère au Parti communiste tchécoslovaque (KSČ) l'année d'après, en 1968, et obtient son diplôme avec une thèse sur la prévision économique en 1969. Il commence alors à enseigner la prospective aux étudiants de l'école. En 1970, il est exclu du parti pour avoir fait part de son opposition à l'invasion de la Tchécoslovaquie par le Pacte de Varsovie. Il critique l'économie communiste.
Pendant un an, Miloš Zeman est au chômage, frappé d'une interdiction de travail. En 1971, celle-ci est levée et il est recruté par la société Sportpropag en tant que prévisionniste économique. Sur instruction du comité central du KSČ, à la suite de publications prétendument anti-communistes, il est licencié en 1984, mais retrouve un emploi au sein de la société Agrodat la même année.
Il est de nouveau contraint de quitter son travail en 1989, quelques mois avant la révolution de Velours, pour avoir publié dans le Technický magazín un article critiquant le totalitarisme du pouvoir en place,.

### Révolution et responsabilités au ČSSD
Après avoir critiqué l'état de l'économie à la télévision tchécoslovaque puis participé à la grande manifestation du 17 novembre 1989, Miloš Zeman convoque des réunions dans les théâtres et à l'université dans le centre de Prague. En janvier 1990, le Forum civique (OF) le coopte à la Chambre des peuples de l'Assemblée fédérale de Tchécoslovaquie. Élu aux élections libres de juin 1990 alors que l'OF emporte 50 des 75 sièges à pourvoir en République tchèque, il entre au bureau de l'assemblée et prend la présidence de la commission du Budget.
En 1992, il adhère au Parti social-démocrate tchèque (ČSSD). Au mois de juin, il est élu à la Chambre des députés de l'Assemblée fédérale. En octobre, il présente et fait adopter, par les deux chambres, une résolution demandant la création d'une « Union tchéco-slovaque », sur un modèle confédéral, grâce aux voix du Mouvement pour une Slovaquie démocratique (HZDS), alors que ce dernier avait négocié, avec le Parti civique démocrate (ODS), tchèque, la séparation de la Tchécoslovaquie.
Le 28 février 1993, à la suite de la séparation, il est désigné président du ČSSD.

## Exercice des plus hautes responsabilités

### Président de la Chambre des députés
Lors des élections législatives tchèques des 31 mai et 1er juin 1996, le ČSSD remporte 26,4 % des voix et 61 sièges sur 200, soit vingt points et 45 sièges de plus que lors du scrutin de 1992, ce qui en fait la deuxième formation du pays. Après une médiation du président de la République, Václav Havel, Miloš Zeman passe un accord avec l'ODS de Václav Klaus, ce qui lui permet de devenir le favori pour la présidence de la Chambre des députés,.
Le 27 juin 1996, il est élu président de la Chambre par 103 voix contre 27 suffrages pour son unique concurrent, Jan Vik, soutenu par la formation d'extrême droite SPR-RSČ. Dans l'allocution qu'il prononce après son élection, Miloš Zeman appelle les différentes forces parlementaires à s'affranchir des « barrières idéologiques » et à entretenir une « atmosphère tolérante » dans l'élaboration du travail législatif, confirmant par ailleurs sa volonté de voir la législature aller jusqu'à son terme.

### Président du gouvernement

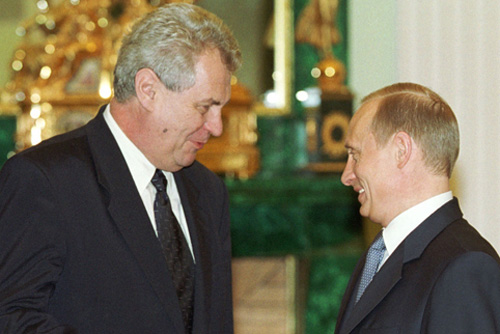
Miloš Zeman et le président de la fédération de Russie, Vladimir Poutine, en 2002.

En vue des élections législatives anticipées de juin 1998, Miloš Zeman fait campagne en promettant de renverser le déclin de la productivité, d'arrêter la dégradation du niveau de vie, de réduire le chômage et de mettre fin à la criminalité des « cols blancs » liée aux privatisations. Les sociaux-démocrates remportent 32,3 % des suffrages et 74 députés, devenant la première force politique tchèque.
Ayant conclu un accord (« accord d'opposition » ou « pacte de stabilité ») avec l'ODS, qui assure son remplacement par Klaus à la présidence de la chambre basse et par lequel le parti libéral s'interdit de voter une motion de censure, il devient président du gouvernement de la République tchèque le 17 juillet 1998. Le but inavoué de l'accord est de réduire l'influence de l'Union chrétienne démocrate - Parti populaire tchécoslovaque (KDU-ČSL) et de l'Union de la liberté (US), les deux petits partis centristes soutenus par Václav Havel.
Sous le gouvernement de Miloš Zeman, qui se montre partisan d'une « économie sociale de marché », l'économie tchèque voit une augmentation des investissements étrangers. Pour autant, la corruption demeure présente ; à ce titre, des personnalités de l'ODS sont accusées d'avoir reçu des postes à responsabilité dans des entreprises publiques dans le cadre de l'« accord d'opposition » avec le ČSSD.
Dans un entretien accordé au magazine autrichien Profil en janvier 2002, Miloš Zeman justifie l'expulsion des Allemands des Sudètes à la fin de la Seconde Guerre mondiale, rappelant qu'ils ont été la « cinquième colonne d'Hitler » ; ces déclarations irritent ses homologues allemand et autrichien. Il conseille par ailleurs aux Israéliens d'appliquer la même méthode d'expulsion aux Palestiniens, affirmant que Yasser Arafat lui rappelle Adolf Hitler.

## Traversée du désert

### Départ de la Chambre et de la tête du ČSSD
Le 7 avril 2001, Miloš Zeman est remplacé à la présidence du Parti social-démocrate tchèque par Vladimír Špidla, vice-président du gouvernement et ministre du Travail et des Affaires sociales. Dans la foulée, il décide de ne pas se représenter aux élections législatives des 14 et 15 juin 2002, qui voient de nouveau la victoire du ČSSD. Le 12 juillet 2002, Vladimír Špidla, à la tête d'une alliance avec la KDU-ČSL et l'US-DEU, lui succède à la tête du gouvernement. Miloš Zeman se retire alors de la vie politique, décidant de vivre dans un village de la région de Vysočina, tout en continuant à user de son influence en politique.

### Échec à l’élection présidentielle de 2003
En octobre et novembre 2002, une élection primaire est organisée par le ČSSD pour désigner son candidat à l'élection présidentielle de 2003. Miloš Zeman obtient 49,5 % des voix, devançant Jaroslav Bureš (24,8 %), Otakar Motejl (20,5 %) et Martin Potůček (5,2 %). Cependant, les résultats n'étant pas contraignants, plusieurs dirigeants du ČSSD appellent à une autre candidature. Le parti choisit finalement de soutenir Jaroslav Bureš au premier tour de l'élection avec pour idée que Miloš Zeman se présente au second tour,.
Le 24 janvier 2003, après l'échec de Jaroslav Bureš, Miloš Zeman présente sa candidature au second tour de l'élection présidentielle, organisée au scrutin indirect (vote du Parlement). Bien que donné favori, il est éliminé à l'issue du premier vote du second tour, n'étant pas parvenu à faire le plein des voix dans son camp et ayant échoué à obtenir le ralliement des communistes. Son côté clivant est avancé pour expliquer cet échec. Václav Klaus est finalement élu et Miloš Zeman quitte la vie politique.

## Retour victorieux en politique

### Lancement du SPOZ
Bien qu'officiellement en retrait du monde politique, Miloš Zeman continue à s'intéresser aux affaires publiques. En mars 2007, il quitte le ČSSD en raison de désaccords avec son président, Jiří Paroubek.
En octobre 2009, il annonce la création du Parti des droits civiques – les Zemaniens (SPO ou SPOZ), formation de tendance sociale-démocrate dont il prend la présidence à l'issue de son congrès fondateur, le 6 mars 2010. Lors des élections législatives de mai 2010, le SPOZ obtient 4,3 % des suffrages alors que le seuil pour entrer à la Chambre est de 5 %. Face à ce résultat, Miloš Zeman démissionne immédiatement de la présidence du SPOZ. Il en devient le président d'honneur en novembre suivant.
Le SPOZ échoue également à dépasser le seuil des 5 % aux élections législatives de 2013. L'année suivante, il abandonne dans sa dénomination toute référence à Miloš Zeman.

### Élection présidentielle de 2013

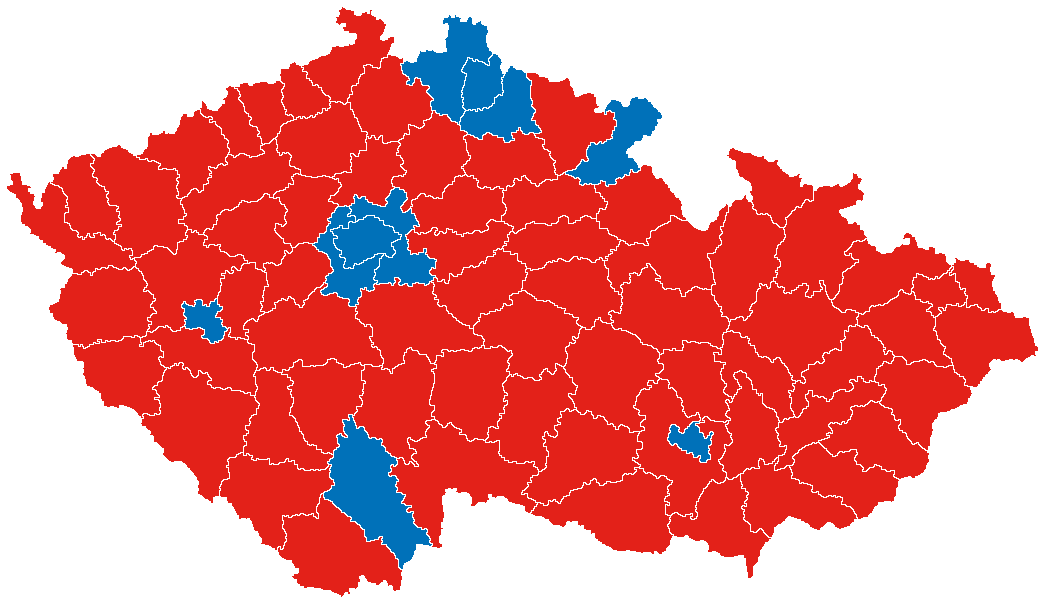
Candidat arrivé en tête par district au second tour :
Miloš Zeman ;
Karel Schwarzenberg.

Miloš Zeman explique son retour en politique par la tenue de l'élection présidentielle de 2013 au suffrage universel direct et non pas indirect, comme pour les précédentes. Le 7 février 2012, il se déclare candidat à l'élection présidentielle. Durant la campagne, il se pose en candidat europhile et se prononce pour l'adoption de l'euro par la République tchèque. Il critique sur de nombreux points l'attitude du chef de l'État sortant, Václav Klaus, eurosceptique, ainsi que la politique d'austérité menée dans le pays.
Avec 24,2 % des suffrages exprimés, il arrive en tête du premier tour, devant le premier vice-président du gouvernement et ministre des Affaires étrangères, Karel Schwarzenberg (23,4 %), candidat de TOP 09. Le candidat social-démocrate, Jiří Dienstbier, arrivé quatrième avec 16,1 % des voix, et le Parti communiste de Bohême et Moravie (KSČM), qui ne présentait pas de candidat, lui apportent leur soutien.
Au second tour, le 26 janvier, Miloš Zeman obtient 54,8 % des voix, réalisant ses meilleurs scores dans les petites villes et les zones rurales,. Il devient ainsi le premier président tchèque élu au suffrage universel direct.

## Président de la République

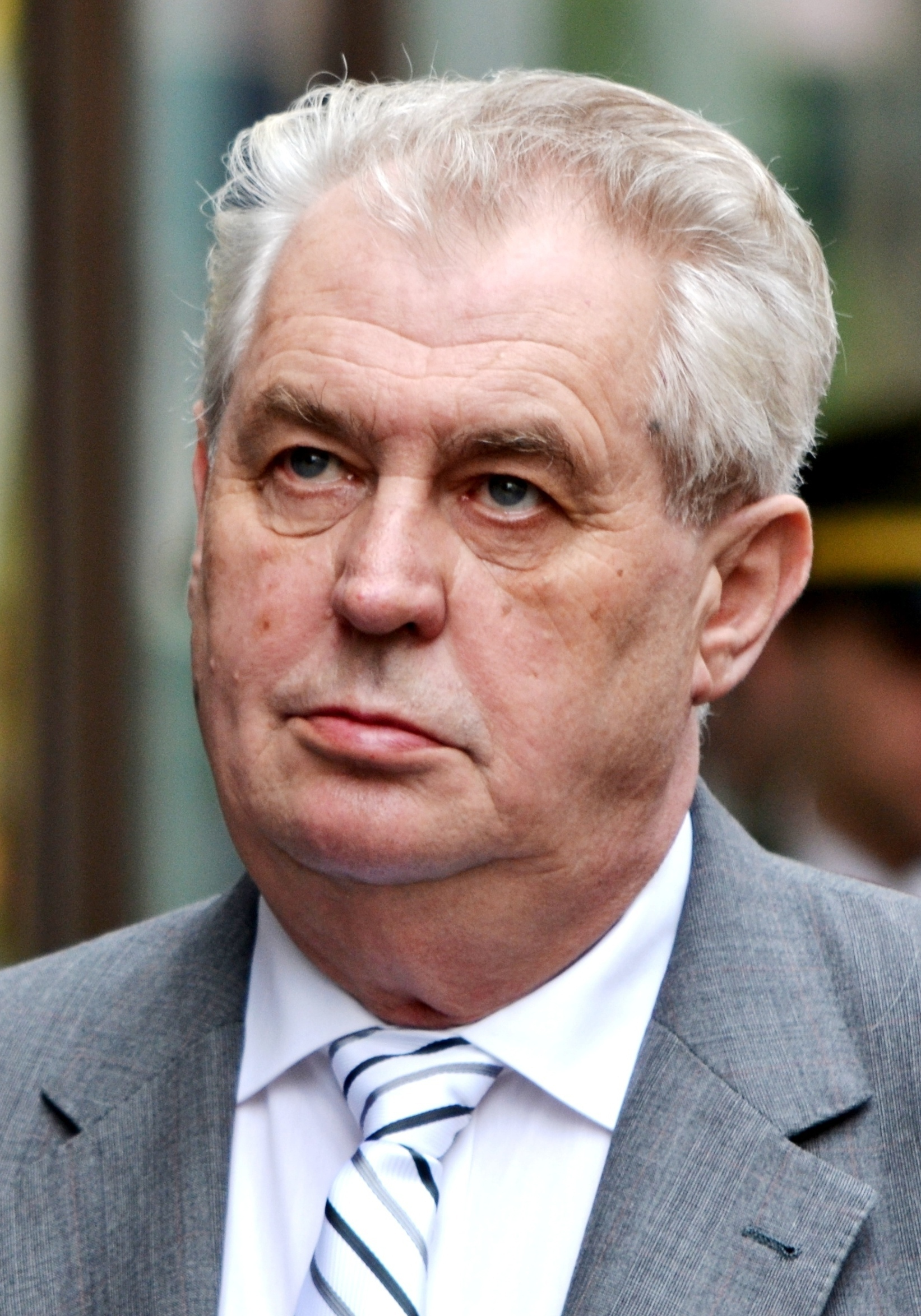
Miloš Zeman en 2013.

Le 8 mars 2013, Miloš Zeman prête serment au château de Prague, devenant ainsi le troisième président de la République tchèque. Le 3 avril suivant, il préside la cérémonie de la montée du drapeau européen sur la résidence présidentielle, en compagnie du président de la Commission européenne, José Manuel Barroso.

### Politique intérieure

#### Crise politique de 2013
Dès son arrivée à la présidence, Miloš Zeman se pose en opposant du gouvernement de centre-droit de Petr Nečas, qui est affaibli par des affaires de corruption et qui ne dispose plus de la majorité au Parlement. Le gouvernement Nečas démissionne en juin 2013.
Miloš Zeman charge alors son conseiller Jiří Rusnok, économiste, de former un cabinet de technocrates. Plusieurs personnalités politiques et juristes voient dans cette décision une entorse à la Constitution,,. Le 7 août 2013, par 93 voix contre 100, le gouvernement Rusnok n'obtient pas la confiance de la Chambre des députés. Bien qu'ayant précédemment déclaré vouloir gouverner même sans cette confiance, Jiří Rusnok annonce sa démission et la Chambre des députés est dissoute.
Les élections législatives anticipées, convoquées en octobre 2013, voient la victoire relative des sociaux-démocrates du ČSSD avec 20,5 % des voix. La pratique voulant que le chef de l'État confie au chef du parti arrivé en tête des élections la tâche de former un gouvernement, c'est en théorie vers le président du ČSSD, Bohuslav Sobotka, que Miloš Zeman doit se tourner. Le président exprime cependant ses réticences à nommer Sobotka, appelant à un changement de direction au sein de son ancien parti, vraisemblablement au profit du vice-président du ČSSD, Michal Hašek, considéré comme un de ses fidèles. Le 17 janvier 2014, Bohuslav Sobotka est formellement désigné président du gouvernement, à la tête d'une coalition ČSSD-ANO-KDU-ČSL,.

#### Dénomination du pays
En avril 2016, les autorités tchèques annoncent leur intention de demander à l’ONU le changement de nom de la République tchèque au profit de « Tchéquie ». Ce changement de dénomination était prôné depuis plusieurs années par Miloš Zeman, qui jugeait l'ancien nom trop « froid ». Cette mesure est jugée comme étant un coup porté à l’héritage de Václav Havel, rival historique de Zeman.

#### Critiques envers l'islam
Miloš Zeman s'exprime à plusieurs reprises de manière critique envers l'islam et l'immigration en provenance de pays musulmans,. S'il loue l'intégration des étrangers arrivés en Tchéquie, notamment les Vietnamiens et les Ukrainiens, il juge ce processus « pratiquement impossible » pour les populations musulmanes en raison de leurs différences de culture avec les pays européens. Il dénonce en particulier une religion qu'il perçoit comme « beaucoup plus agressive et intolérante » que les autres et comme discriminatoire envers les femmes.
Commentant les attentats du 13 novembre 2015 en France, il demande la création d'une frontière sécurisée de l'Union européenne, qui n'a selon lui, en dépit des promesses de l'UE, pas été mise en place. En août 2016, après plusieurs attaques terroristes ayant eu lieu en Europe, Jiri Ovcacek, porte-parole de la présidence, annonce qu'il « s'oppose à tout accueil des migrants sur le territoire tchèque » afin de ne pas créer « un bouillon de culture propice à des attaques terroristes », une position partagée par une partie significative de l’opinion tchèque,.

#### Gouvernements Babiš

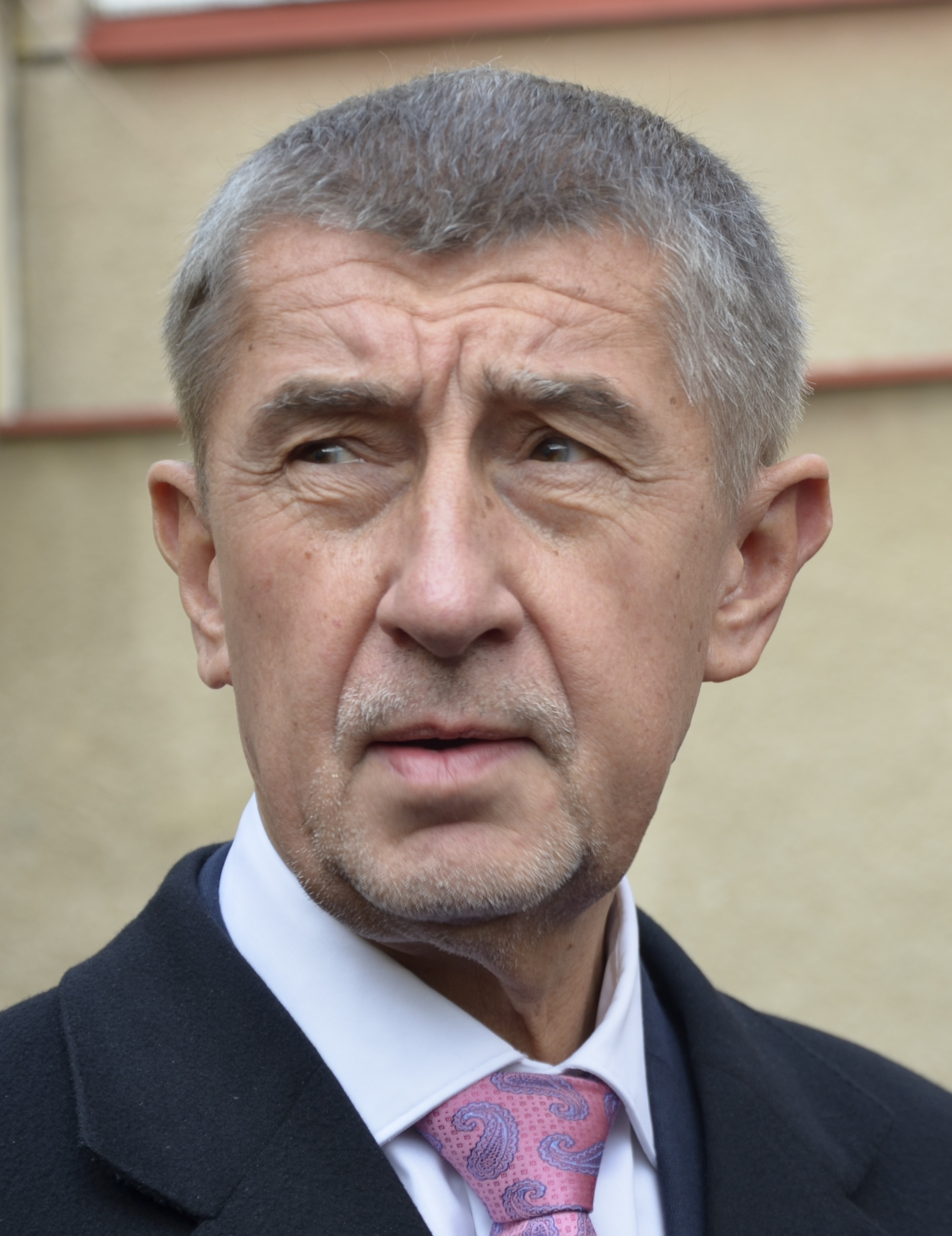
L’homme d’affaires Andrej Babiš, nommé président du gouvernement par Miloš Zeman dans un contexte de crise politique.

Lors des élections législatives d'octobre 2017, Miloš Zeman soutient Andrej Babiš, dirigeant du parti populiste de droite ANO. Celui-ci sort victorieux du scrutin et se voit nommé président du gouvernement en décembre.
Bien qu’Andrej Babiš ne parvienne pas à conclure une alliance lui assurant une majorité absolue à la Chambre des députés, Miloš Zeman, en pleine campagne présidentielle, annonce qu'il le renommera président du gouvernement jusqu'à ce qu'il parvienne à former une coalition. Il lui conseille de s'allier au parti nationaliste Liberté et démocratie directe (SPD) et au Parti communiste (KSČM), mais cette possibilité se heurte à l'opposition de responsables de l'ANO.
Miloš Zeman est réélu le 27 janvier 2018, devançant son rival pro-européen Jiri Drahos. Finalement, un accord gouvernemental est signé en mai 2018 entre Andrej Babiš et le Parti social-démocrate. Le gouvernement, minoritaire, a cependant besoin des voix des parlementaires proches de Miloš Zeman pour faire passer ses textes.
Entre mai et août 2019, Miloš Zeman refuse de nommer au ministère de la Culture Michal Šmarda, proposé par le ČSSD, considérant qu’il n’a pas les qualifications nécessaires. Cette décision rompt avec la tradition selon laquelle le chef de l’État doit accepter les candidats proposés par le chef du gouvernement. Alors que Babiš refuse de désavouer Zeman et que le ČSSD menace de quitter la coalition, Michal Šmarda se retire ; les sociaux-démocrates proposent alors Lubomír Zaorálek, ce qui dénoue la crise,. Dans le même temps, le président de la République annonce qu’il utilisera ses pouvoirs pour stopper toute nouvelle procédure judiciaire contre Andrej Babiš, alors que le procureur de la République a suspendu les poursuites mais que le procureur de la Cour suprême peut relancer les accusations de fraudes aux subventions de l’UE pesant sur lui.
Dans ce contexte, pour la première fois dans l'histoire du pays, le Sénat — qui est majoritairement hostile à Miloš Zeman — lance en juillet 2019 une procédure de destitution contre le président de la République à l’initiative des élus libéraux du groupe Senátor 21. L’opposition lui reproche d’avoir violé la Constitution à huit reprises par son refus de nomination ainsi que par des pressions sur des magistrats, l’intéressé estimant quant à lui n’avoir jamais outrepassé ses prérogatives,. Le 26 septembre suivant, la Chambre des députés rejette la procédure, seuls 58 élus votant en faveur du projet alors qu'une majorité des trois cinquièmes (120 voix) était requise ; invoquant une manœuvre politicienne, la coalition au pouvoir, les communistes et le SPD ont soutenu le chef de l’État.

#### Pandémie de Covid-19
En février 2021, alors que la Tchéquie est l’un des pays les plus touchés par la pandémie de Covid-19, Miloš Zeman annonce, en concertation avec Andrej Babiš, la commande d’une livraison du vaccin russe Spoutnik V et la possibilité d’avoir recours à celui produit par le laboratoire chinois Sinopharm ; cette décision intervient afin de pallier les retards d'arrivée des doses promises par l'Union européenne. En avril suivant, le président Zeman met fin aux fonctions du social-démocrate Tomáš Petříček, ministre des Affaires étrangères qui s'opposait au recours au vaccin Spoutnik V sans accord préalable de l’UE.

#### Élections législatives de 2021
En vue des élections législatives de 2021, Miloš Zeman continue de soutenir son ami Andrej Babiš et annonce qu'il nommera à la tête du gouvernement le dirigeant du parti, et non de la coalition, qui arrivera en tête, ce qui devrait avantager le chef du gouvernement sortant. Le scrutin voit les coalitions d'opposition Ensemble (SPOLU) et Pirates et maires (PaS) obtenir la majorité absolue, la première dépassant de justesse ANO 2011, le parti du président du gouvernement sortant, qui résiste malgré la multiplication des scandales financiers le visant, bien que la révélation des Pandora Papers à quelques jours du vote semble l’avoir affaibli. Les autres formations qui le soutenaient, le Parti social-démocrate tchèque (ČSSD) et le Parti communiste de Bohême et Moravie (KSČM), échouent toutes deux à franchir le seuil électoral de 5 % des suffrages exprimés, ce qui devrait empêcher Babiš de se maintenir au pouvoir.
L’hospitalisation d’urgence de Miloš Zeman sans qu’il n’ait eu le temps de désigner une personnalité pour former un gouvernement bloque le processus post-électoral. Son état s’étant amélioré, le président quitte l’hôpital le 25 novembre 2021, avec l’intention de nommer Petr Fiala à la fonction de président du gouvernement ; mais testé positif à la Covid-19, il est à nouveau hospitalisé le même jour. Il intronise finalement le nouveau chef du gouvernement le 28 novembre, depuis un box en Plexiglas pour éviter tout risque de contamination. Cependant, le chef de l’État s’oppose ensuite à l’attribution du ministère des Affaires étrangères à Jan Lipavský (Parti pirate tchèque), ce qui conduit le président du gouvernement à menacer de saisir la Cour constitutionnelle : le président de la République accepte dans la foulée l’ensemble des membres du gouvernement Fiala, qui est effectivement nommé le 17 décembre 2021.

### Action internationale

#### Union européenne
Avant de devenir président de la République, Miloš Zeman se décrit comme un fédéraliste et soutient l'adhésion de la République tchèque à l'Union européenne.

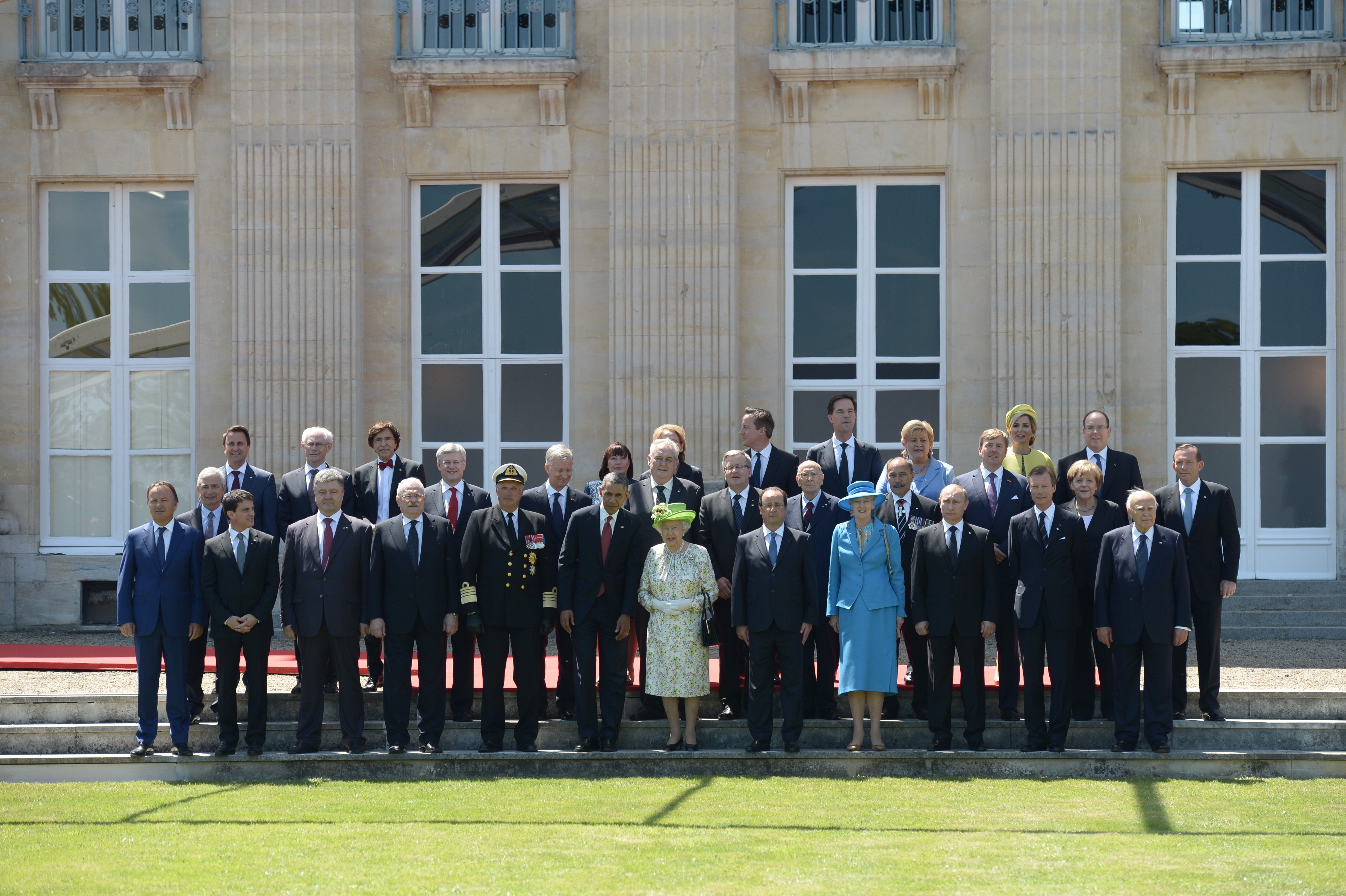
Miloš Zeman avec d’autres chefs d’État lors des célébrations du soixantième anniversaire du débarquement de Normandie (2014).

Après avoir remporté l'élection présidentielle de 2013 avec un programme favorable à l'intégration européenne, il prend une série de décisions pro-UE qui tranchent avec celles de son prédécesseur Václav Klaus, eurosceptique. Le 3 avril 2013, il fait ainsi hisser le drapeau européen au château de Prague. Le même jour, il signe le traité intergouvernemental instaurant le Mécanisme européen de stabilité, qui avait été ratifié par le Parlement tchèque mais que Václav Klaus refusait de signer, ce qui faisait de la Tchéquie le dernier pays de l'UE à ne pas avoir ratifié ce traité,.
Mais au fil de sa présidence, il se montre plus critique envers l'Union européenne, qu'il compare à l'URSS en matière de limitation des souverainetés nationales,. Lors de la crise migratoire en Europe, il s'oppose à la répartition sans plafond des migrants entre les pays de l'Union européenne et appelle à une prise de décision par consensus,.
S'affichant en partisan de la démocratie directe, il se prononce pour la tenue d'un référendum sur le maintien de la Tchéquie dans l'Union européenne, tout en précisant qu'il voterait contre la sortie. Début 2016, il défend la légitimité du gouvernement polonais, conduit par la conservatrice Beata Szydło, et déclare que l'Union européenne, plutôt que de critiquer la Pologne, devrait « se recentrer sur sa tâche première : celle de défendre les frontières extérieures de l'Union ».
Malgré ses réserves sur le fonctionnement de l'Union européenne, il reste en 2017 favorable à l'adoption de l'euro par son pays.
En septembre 2018, il rencontre le stratégiste américain Steve Bannon, à l’origine du lancement de l’organisation Le Mouvement, qui entend rassembler des partis européens d'extrême droite ou populistes. Mais leurs discussions sont un échec, Miloš Zeman se montrant résolument hostile à toute imposition de droits de douane à la Chine.

#### Balkans
Bien que la Tchéquie fasse partie des États ayant reconnu l'indépendance du Kosovo, Miloš Zeman estime que la reconnaissance du Kosovo viole la résolution du Conseil de sécurité des Nations unies garantissant l'intégrité territoriale de la Serbie. Il qualifie le Kosovo d'État « terroriste et mafieux ».
En août 2017, il affirme que la Bosnie-Herzégovine pourrait être une base de soutien à l'État islamique, ce qui cause une crise diplomatique avec les dirigeants bosniens.

#### Russie

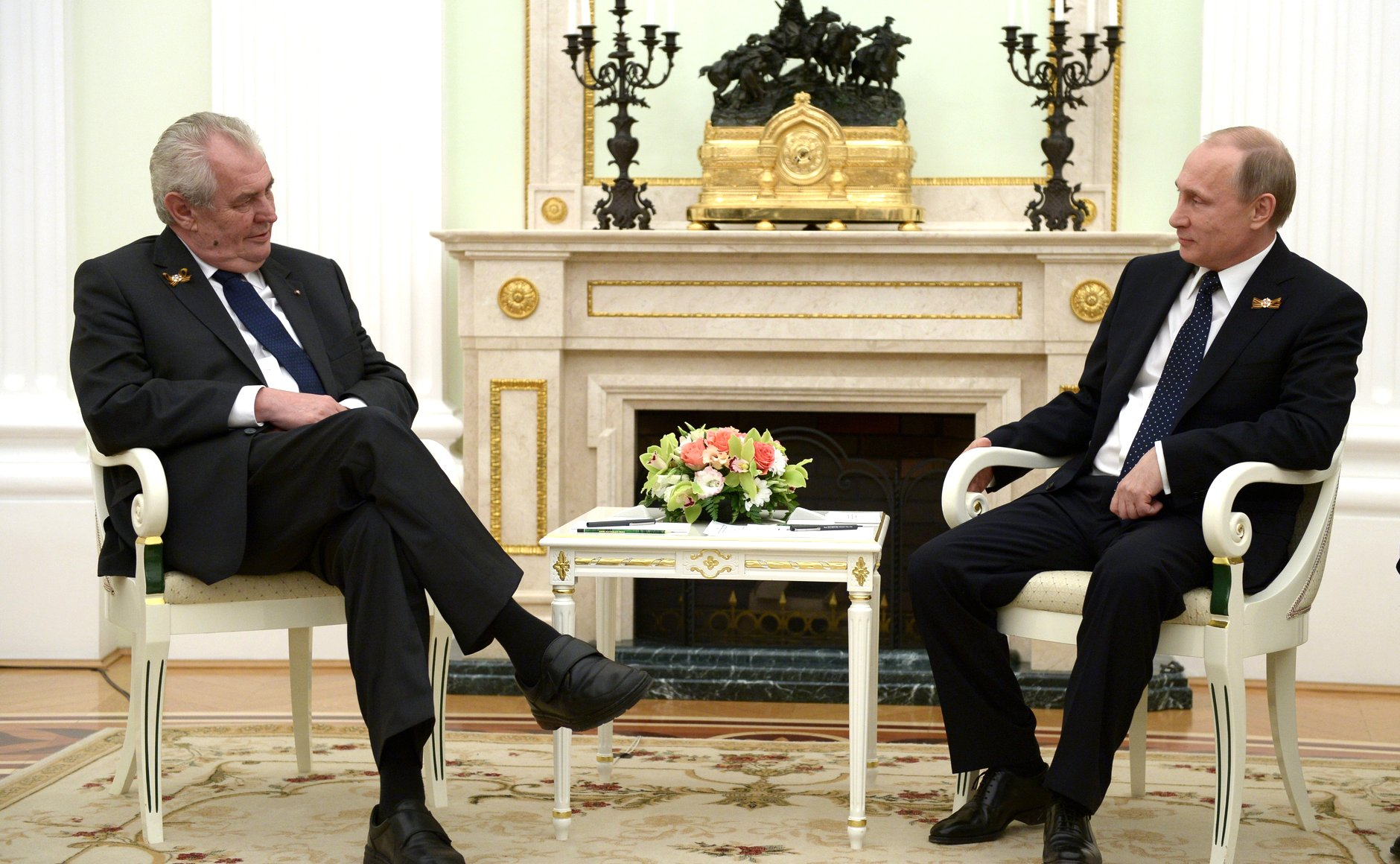
Miloš Zeman et Vladimir Poutine en 2015.

Dans le cadre de la guerre du Donbass, Miloš Zeman s'oppose aux sanctions décidées par l'UE contre la Russie. En mai 2015, il participe à Moscou aux cérémonies de commémoration de la Seconde Guerre mondiale, boycottées par la plupart des dirigeants occidentaux ; à ce sujet, il annonce à l'ambassadeur américain, qui s'était montré critique à son égard, que les portes du château de Prague lui sont fermées. Malgré ses fréquentes positions pro-russes, il blâme en décembre 2019 « l’insolence » de la Russie, critique envers la décision tchèque de proclamer « jour de commémoration des victimes » la date anniversaire de l'invasion de 1968.
En 2021, une crise diplomatique éclate entre la Tchéquie et la Russie au sujet de la responsabilité du service de renseignement militaire russe (GRU) dans l'explosion à Vrbětice d'un dépôt de munitions ayant fait deux morts en 2014. Au contraire du gouvernement Babiš, le président Zeman pointe un manque de preuves contre la Russie et appelle à attendre les conclusions de l’enquête officielle tchèque. Sa prise de position est dénoncée par ses opposants, qui le qualifient de « marionnette » de Vladimir Poutine.
Après s'être dit convaincu que la Russie ne violerait pas l'intégrité territoriale de l'Ukraine pour déclarer la guerre à celle-ci, Miloš Zeman condamne l'invasion décidée en 2022 par Vladimir Poutine et qualifie ce dernier de « fou » qu'il faut « isoler ». Il préconise alors des sanctions financières et se désolidarise du chef de l'État russe dont il était considéré comme un allié,.

#### Chine
Au cours de sa présidence, Miloš Zeman affiche des positions favorables à la Chine. En 2014, il déclare qu'il souhaite savoir comment la Chine a « stabilisé » sa société. En septembre 2015, il est le seul chef d’État européen présent à Pékin au défilé militaire de commémoration de la capitulation du Japon. En 2016, il reçoit à Prague le président de la république populaire de Chine, Xi Jinping, et émet des critiques envers les manifestants qui s'opposent à cette visite,,.
Miloš Zeman est notamment conseillé sur les questions économiques par Ye Jianming, fondateur et président de l'entreprise CEFC China Energy, qui a des liens étroits avec l'Armée populaire de libération,.

#### États-Unis et OTAN

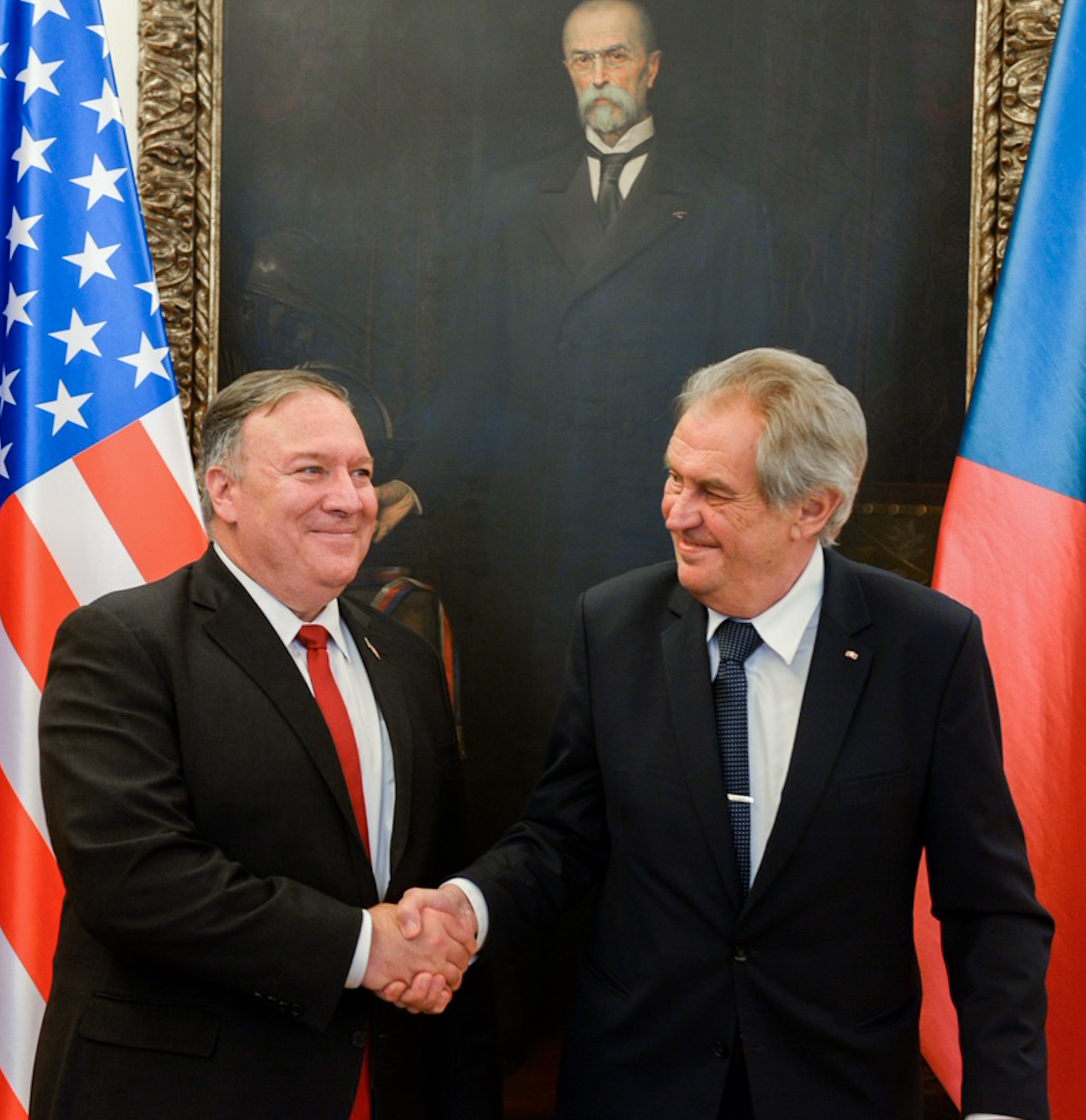
Miloš Zeman et le secrétaire d'État américain, Mike Pompeo, à Prague, en 2020.

Après avoir œuvré à l'adhésion de la République tchèque à l'OTAN dans les années 1990, Miloš Zeman prône, comme pour l'Union européenne, la tenue d'un référendum sur le maintien du pays au sein de l'organisation militaire ; il indique qu'à cette occasion il voterait contre la sortie.
En mars 2015, il dénonce les protestations contre le passage en République tchèque du convoi de l'armée américaine ayant réalisé des exercices pour l'OTAN dans les pays baltes (Operation Dragoon Ride). Il déclare à cette occasion : « Ces derniers mois, je me suis battu contre les idiots anti-Russes et depuis peu je dois également me battre contre les idiots anti-Américains […] Je ne suis pas d'accord pour dire que les troupes américaines constituent une armée d'occupation pour une raison simple : nous avons expérimenté l'occupation à deux reprises durant le siècle dernier et nous savons à quoi cela ressemble. »
Il est un des rares chefs de l'État à soutenir la candidature de Donald Trump à l'élection présidentielle américaine de 2016.
En mai 2021, recevant le président de la République serbe Aleksandar Vučić, il devient le premier chef d’État à s’excuser pour les bombardements menés en 1999 par l’OTAN contre la Serbie, déclarant que cette intervention était « pire qu'un crime ». Alors qu'il était président du gouvernement à cette époque, Zeman indique que la République tchèque ne pouvait s'opposer à ces opérations militaires, son pays n’étant membre de l’OTAN que depuis quelques semaines à ce moment-là.

#### Appui à Israël

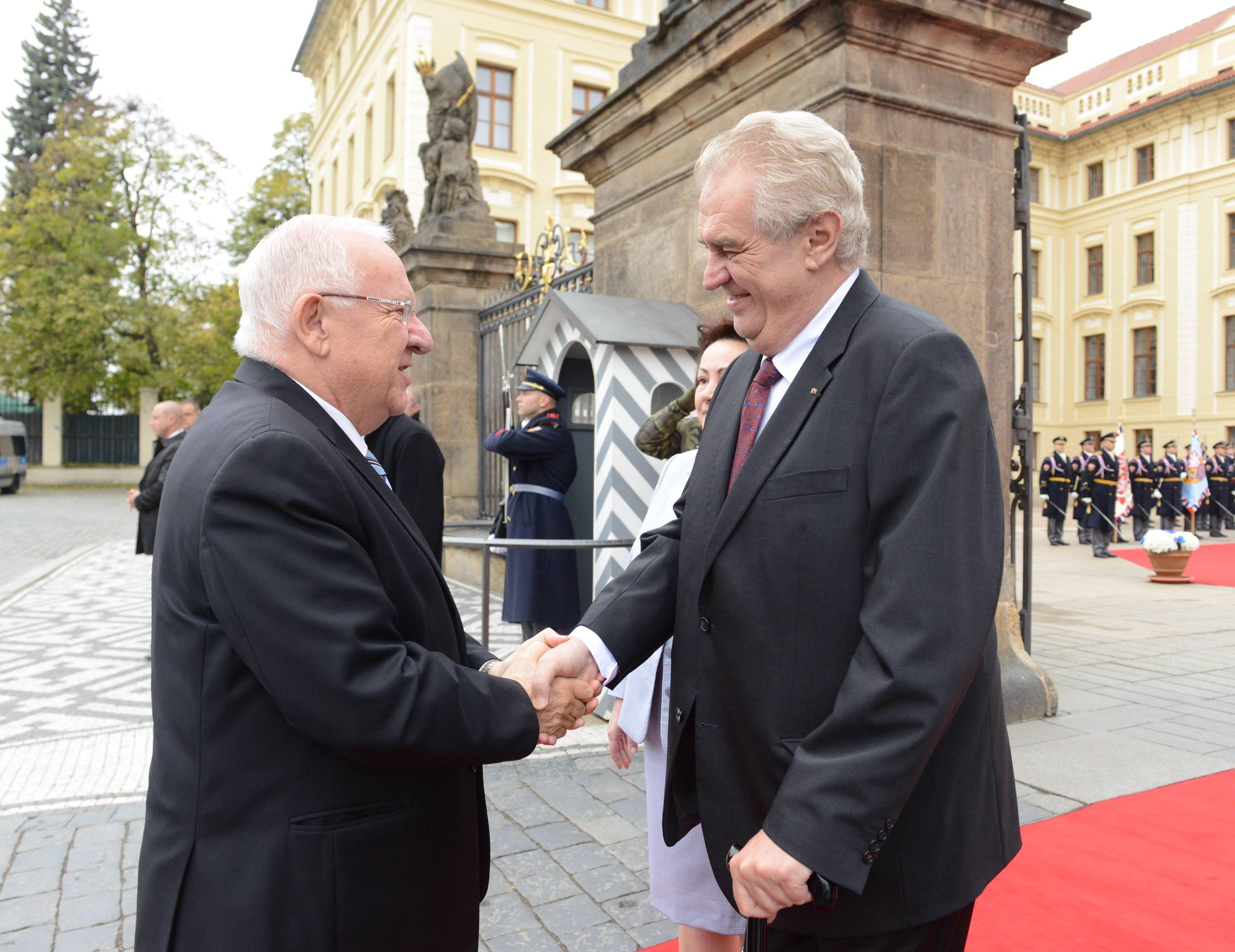
Miloš Zeman recevant le président d'Israël, Reuven Rivlin, en 2015.

De longue date, Miloš Zeman fait partie des dirigeants prônant la reconnaissance de Jérusalem comme capitale d'Israël. En décembre 2017, comme Donald Trump l'a fait pour l'ambassade américaine, il propose la délocalisation de l'ambassade tchèque à Jérusalem. Il avait déjà fait cette proposition en octobre 2013, mais la classe politique tchèque s'était montrée réservée sur la question. Il qualifie de « lâche » l'Union européenne, qui selon lui « fait tout pour qu'un courant terroriste pro-palestinien prenne le dessus sur un courant pro-israélien »,.
En avril 2018, il célèbre au château de Prague le 70e anniversaire de la création de l'État d'Israël, une situation inédite sur la scène internationale,. Durant la crise israélo-palestinienne de 2021, il fait hisser le drapeau d'Israël sur le château de Prague afin de montrer le soutien de la Tchéquie à l’État juif face aux bombardements du Hamas.

#### Moyen-Orient
Durant la guerre civile syrienne, Miloš Zeman soutient le régime de Bachar el-Assad contre les groupes d'islamistes radicaux. En septembre 2015, il émet la possibilité de voir un accord de paix signé à Prague. En avril 2018, il se montre hostile aux bombardements aériens des États-Unis, de la France et du Royaume-Uni contre des installations du régime syrien,.

### Réélection de 2018

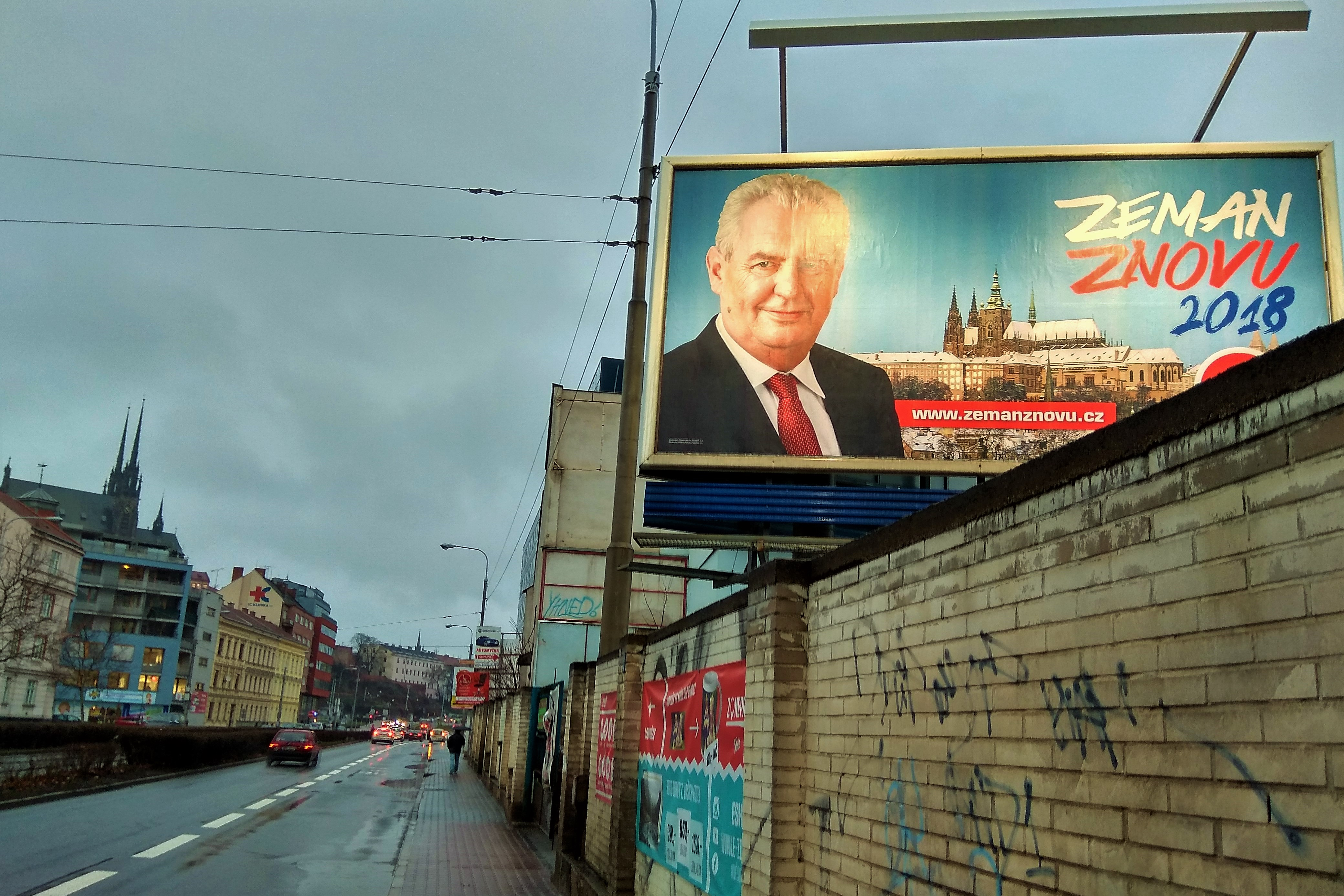
Affiche de campagne pour la réélection de Miloš Zeman, à Brno.

Le 9 mars 2017, Miloš Zeman annonce sa candidature à un second mandat en vue de l'élection présidentielle de 2018. Il reçoit le soutien du SPO, dont il est toujours président d'honneur, et celui — implicite — du SPD, classé à l'extrême droite de l'échiquier politique,. Plusieurs dirigeants du Parti social-démocrate et du Parti communiste soutiennent également sa candidature,,. Miloš Zeman refuse de faire campagne et limite drastiquement le montant de ses dépenses.
Il arrive en tête du premier tour, le 13 janvier 2018, avec 38,6 % des suffrages exprimés, devant Jiří Drahoš (26,6 %), candidat centriste et partisan d'une Union européenne fédérale. Pavel Fischer, Michal Horáček, Marek Hilšer, Mirek Topolánek et Vratislav Kulhánek, qui totalisent à eux cinq 33 % des voix du premier tour, appellent à voter pour Jiří Drahoš alors que seul le nationaliste Petr Hannig (0,6 %) se prononce pour Miloš Zeman. Critiqué pour son exercice du pouvoir, son côté clivant et son état de santé, le président sortant intensifie le rythme de sa campagne. L'entre-deux-tours se cristallise principalement autour de deux thématiques : la crise migratoire (le président sortant accuse son adversaire d'être favorable à un accueil massif de migrants en République tchèque) et la présidence du gouvernement (deux jours avant le second tour, Zeman charge à nouveau Andrej Babiš de former un gouvernement, ce qui suscite l'opposition de Drahoš),.
Miloš Zeman est réélu le 27 janvier 2018, avec 51,4 % des suffrages exprimés,. Le scrutin est marqué par une participation de 66,6 %, un niveau record depuis les élections législatives de 1998. Il prête serment pour un second mandat le 8 mars suivant.

### Hospitalisations de 2021
Diabétique, grand consommateur de tabac et d’alcool, Miloš Zeman a la réputation de souffrir d’une santé fragile dès le début de sa présidence,,. Il n’est cependant pas le premier chef de l’État dans cette situation, ses prédécesseurs Tomáš Masaryk, Emil Hácha, Edvard Beneš, Klement Gottwald, Ludvík Svoboda, Gustáv Husák et Václav Havel ayant connu d’importants problèmes de santé durant leur passage au pouvoir.
En septembre 2021, un mois avant les élections législatives, alors qu’il apparait depuis quelques mois en fauteuil roulant à cause de sa neuropathie diabétique et fait l'objet de rumeurs en raison de sa forte consommation d’alcool et tabac, l’état de santé de Miloš Zeman se dégrade. Il est hospitalisé pendant huit jours pour « déshydratation et un léger épuisement », puis vote aux élections législatives depuis le château de Prague,. Son entourage assure qu'il peut continuer à assurer ses fonctions.
Le 10 octobre 2021, au lendemain du scrutin législatif, juste après une rencontre avec Andrej Babiš, il est admis en soins intensifs à l'hôpital universitaire militaire de Prague, des images le montrant semi-conscient à la sortie d’une ambulance. Le 14 octobre, Zeman convoque le nouveau Parlement pour le 8 novembre, soit la date la plus tardive possible, et nomme le président d’un tribunal régional ; une enquête policière est ouverte concernant l’authenticité de sa signature, tandis que son entourage est accusé d’utiliser la situation à ses propres fins,.
Alors que peu d’informations sont communiquées sur son état, le président du Sénat, Miloš Vystrčil (ODS), fait état, le 18 octobre, d’un rapport médical selon lequel il serait « incapable d'exercer ses fonctions », le chancelier présidentiel, Vratislav Mynář, dénonçant en retour un « jeu médiatique ». Dès le lendemain, la commission constitutionnelle du Sénat estime que la situation permet la mise en œuvre de l'article 66 de la Constitution, qui organise le transfert provisoire des pouvoirs du président de la République aux présidents du gouvernement et de la Chambre des députés.
Le 21 octobre, une vidéo du président Zeman en train de converser avec ses conseillers et de signer l’acte de convocation du Parlement est dévoilée, ce qui contredit les accusations selon lesquelles il n’aurait pas été en mesure d’apposer sa signature sur le document. Dans les jours qui suivent, l'hôpital militaire de Prague fait savoir que son état de santé s’améliore. Il sort des soins intensifs le 4 novembre, puis quitte l’hôpital le 25 novembre. Cependant, quelques heures après sa sortie, il est de nouveau hospitalisé après avoir été testé positif au Covid-19. Il intronise finalement Petr Fiala à la tête du gouvernement au cours d’une cérémonie qui se tient trois jours plus tard puis le nouveau gouvernement en décembre suivant, avant de faire son retour au château de Prague en janvier 2022.

## Positionnement politique
Social-démocrate et classé à gauche de l’échiquier politique, Miloš Zeman est souvent qualifié de populiste. En raison de ses considérations sur l’immigration et en politique étrangère, il est décrit comme un « président d’extrême droite » par The Guardian.

## Personnalité et état de santé

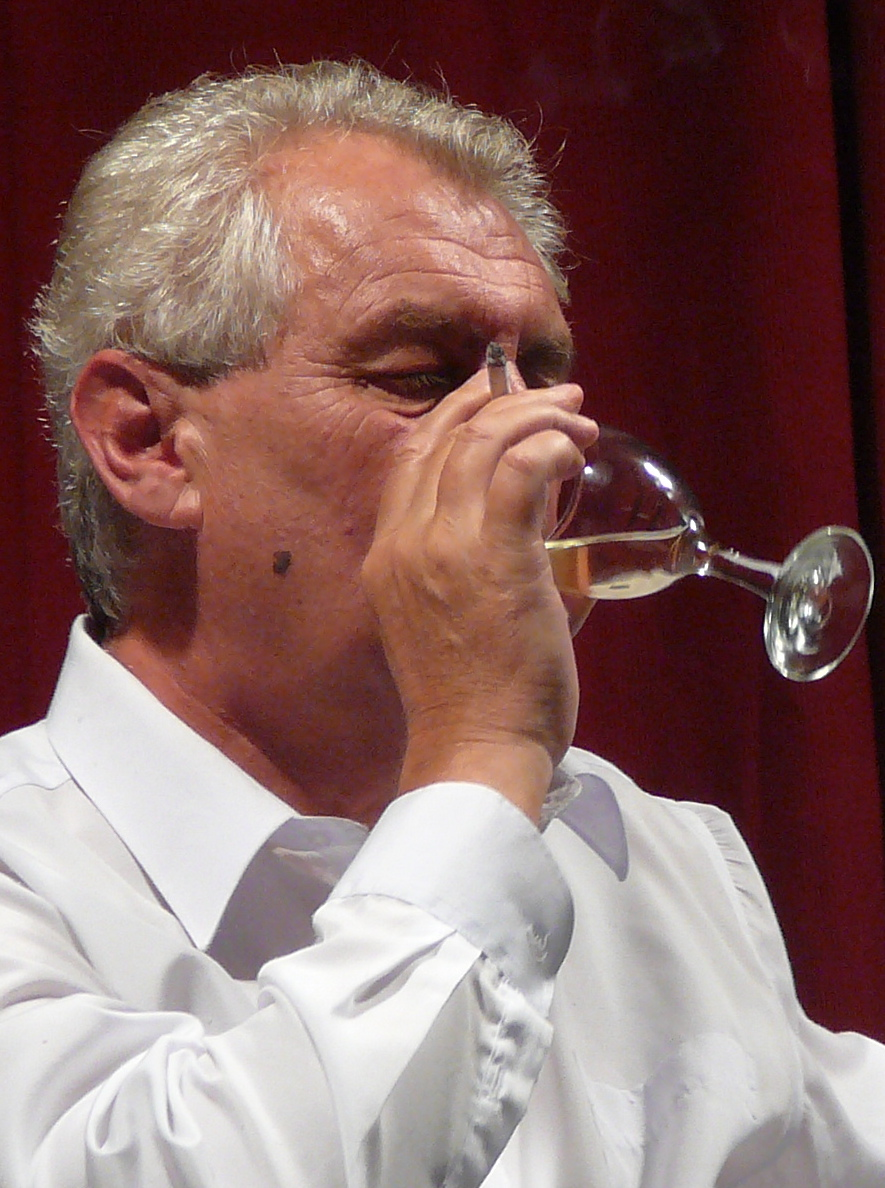
Miloš Zeman en 2008.

Pendant sa carrière politique, Miloš Zeman use régulièrement de la provocation et adopte un ton particulièrement polémique à l'égard de ses opposants et des journalistes. Il bénéficie d'une image d'homme jovial ayant recours à un franc-parler pouvant tourner à la vulgarité.
De notoriété publique, il est un gros fumeur et a goût prononcé pour les boissons alcoolisées, notamment la slivovitz, ce qui a conduit plusieurs fois des médias à s'interroger sur son aptitude à gouverner,,,.
Atteint d’une neuropathie diabétique, il doit se déplacer avec une canne à partir du milieu des années 2010 puis en fauteuil roulant en 2021, sa maladie ayant atteint ses jambes. Durant sa présidence, en particulier lors de la campagne présidentielle de 2018, son état de santé fait l'objet de rumeurs insistantes,. Il est hospitalisé une première fois en septembre 2021, officiellement pour « déshydratation et un léger épuisement », puis à nouveau en octobre 2021, la presse évoquant alors de graves problèmes au foie liés à son alcoolisme supposé (ascite, cirrhose ou encéphalopathie hépatique). Il en sort avec une sonde dans le foie sans cependant d’espoir de guérison selon ses médecins. Le mois suivant, il est touché par la Covid-19.

## Décorations

### Tchèques
- Chevalier grand-croix de l'Ordre du Lion blanc (2013)
- Chevalier grand-croix de l'ordre de Tomáš Garrigue Masaryk (en) (2013)

### Étrangères
- Grand-croix, 1re classe de l'ordre du Mérite ( Allemagne, 2014)
- 1re classe de l'ordre de la Double Croix Blanche ( Slovaquie, 2014)
- Grand-croix de l'ordre de l'Aigle blanc ( Pologne, 2016)
- Ordre du 8 septembre ( Macédoine du Nord, 2016)